# Pyrbaum
Pyrbaum là một đô thị thuộc huyện Neumarkt bang Bayern nước Đức